# Yohann Diniz
Yohann Diniz (født 1. januar 1978 i Épernay, Frankrig) er en fransk atletikudøver (kapgænger), der vandt guld i 50 kilometer kapgang ved EM i Göteborg i 2006, og sølv på samme distance ved VM i Osaka i 2007.